# Val d'Esino
La Val d'Esino è una valle della Lombardia, in provincia di Lecco, racchiusa tra le vette minori della parte settentrionale del gruppo delle Grigne.
È percorsa dal torrente Esino, tributario del Lago di Como ponendosi al confine naturale tra Varenna e Perledo. Culmina nei 1.823 metri del monte Pilastro. I principali centri sono Esino Lario, nell'alta valle, e Perledo, nella bassa.
È la zona d'elezione per la coltivazione della patata bianca di Esino.

## Morfologia
La valle ha una forma grezzamente ad imbuto caratterizzata da un'ampia conca nell'alta valle, racchiusa in senso antiorario dalla costiera del monte Palagia verso sud-ovest, dal nodo del monte Pilastro verso sud e dalla catena dei Pizzi di Parlasco verso nord-est. Il monte Fopp e il Sasso di San Defendente segnano l'inizio della bassa valle che corre per qualche chilometro verso nord-ovest fino a Perledo dove si apre sulle rive del Lago di Como presso Varenna.
Nell'alta valle, di natura morenica, si possono distinguere due sottovalli: la val Vigna, in cui l'omonimo torrente raccoglie le acque che scendono dai Pizzi di Parlasco e dal versante settentrionale del monte Pilastro, e la valle Ontragno, in cui l'omonimo torrente raccoglie quelle della costiera del monte Pelagia e del versante meridionale del monte Pilastro. I due torrenti si raccordano nei pressi di Esino Lario inferiore dando vita al torrente Esino.

## Collegamenti
La valle a tratti è parallela alla strada provinciale 65 che partendo da Esino Lario prosegue per Perledo. All'altezza di Olivedo, nei pressi della foce del torrente Esino è intersecata dalla strada provinciale 72. 
Numerosi sono i sentieri che percorrono la valle e che la collegano a nord con la Valsassina, a sud con la Grigna settentrionale, ad ovest con la zona rivierasca di Lierna.